# Satellietcommunicatie
Satellietcommunicatie maakt gebruik van satellieten. Satellieten worden meestal in een baan om de aarde gebracht door middel van een lanceerraket. Afhankelijk van de voortstuwingskracht van de raket en van het gewicht van de satelliet, kunnen soms meerdere satellieten tegelijk gelanceerd worden. De satelliet komt na de lancering meestal in een tijdelijke overgangsbaan en wordt daarna door zijn eigen motor naar de definitieve baan gestuwd. 
Satellieten kunnen ook in een baan om de aarde gebracht worden, door ze aan boord van een spaceshuttle mee te nemen en in de ruimte uit te zetten. Eventueel kan een raket vanaf een vliegtuig gelanceerd worden.
Satellieten kunnen in een geostationaire of een niet-geostationaire baan om de aarde worden gebracht. Een satelliet die geostationair geplaatst is, hangt op een hoogte van ongeveer 36.000 kilometer (de Clarke-gordel) op een vast punt boven de evenaar. Hier is de omlooptijd van de satelliet exact gelijk aan die van de aarde. 
Een niet-geostationair geplaatste satelliet beweegt met een bepaalde snelheid over het aardoppervlak, afhankelijk van of de hoeksnelheid groter of kleiner is, dan de hoeksnelheid van de aardrotatie. Communicatiesatellieten bevinden zich over het algemeen in een geostationaire baan om de aarde, met als voordeel dat de antennes op aarde niet voortdurend hoeven worden bijgericht. Het grootste nadeel hiervan is de tijdvertraging. De communicatie tussen twee mensen werkt met een vertraging van ongeveer een seconde. De zwaartekracht zorgt ervoor dat satellieten te allen tijde precies in hun baan blijven.